# Estación de Alfarelos
La Estación de Alfarelos es una plataforma ferroviaria de la línea del Norte y del ramal de Alfarelos, que sirve a parroquias de Granja do Ulmeiro, en el municipio de Soure, en Portugal.

## Descripción

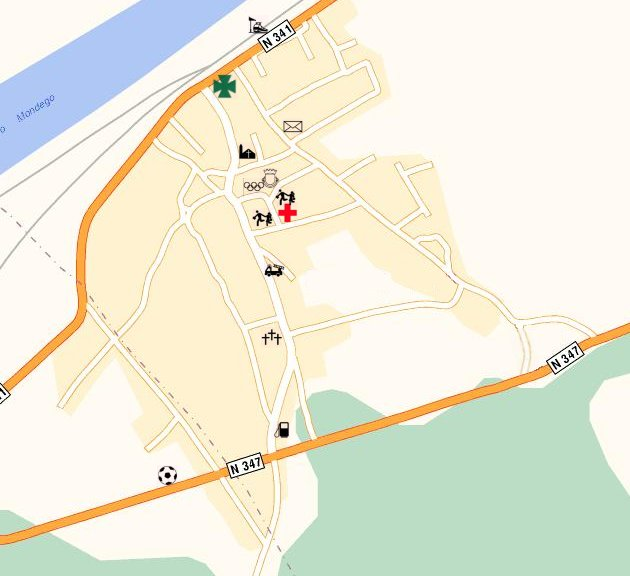
La estación de Alfarelos se localiza junto al margen izquierdo del Mondego, en el extremo norte de la población de Granja do Ulmeiro.

### Localización y accesos
Esta plataforma se encuentra junto a la calle de la Estación, en la localidad de Granja do Ulmeiro.

### Descripción física
En enero de 2011, tenía 5 vías de circulación, que presentaban longitudes entre los 350 y 430 metros; las plataformas presentaban de 305 a 384 metros de extensión, y 30 a 50 centímetros de altura.

## Historia

### SigloXX
En 1903, la Compañía Real de los Ferrocarriles Portugueses ordenó que fuesen colocados semáforos del sistema Nunes Barbosa en esta estación. En finales del mismo año, partió, de esta estación, una composición para acorrer a un descarrilamiento en la Estación Ferroviaria de Soure.
En 1932, fue aquí instalado un hotel, con capacidad para 52 camas; el 13 de  abril del año siguiente, la Compañía de los Caminhos de Ferro Portugueses inauguró otro hotel, para el personal de trenes y revisión. La construcción de esta estructura, considerada, en este momento, como una de las mejores de su tipo dentro de la empresa, fue dirigida y fiscalizada por el ingeniero jefe de la Compañía, Luís Alexandre da Cunha.

### SigloXXI

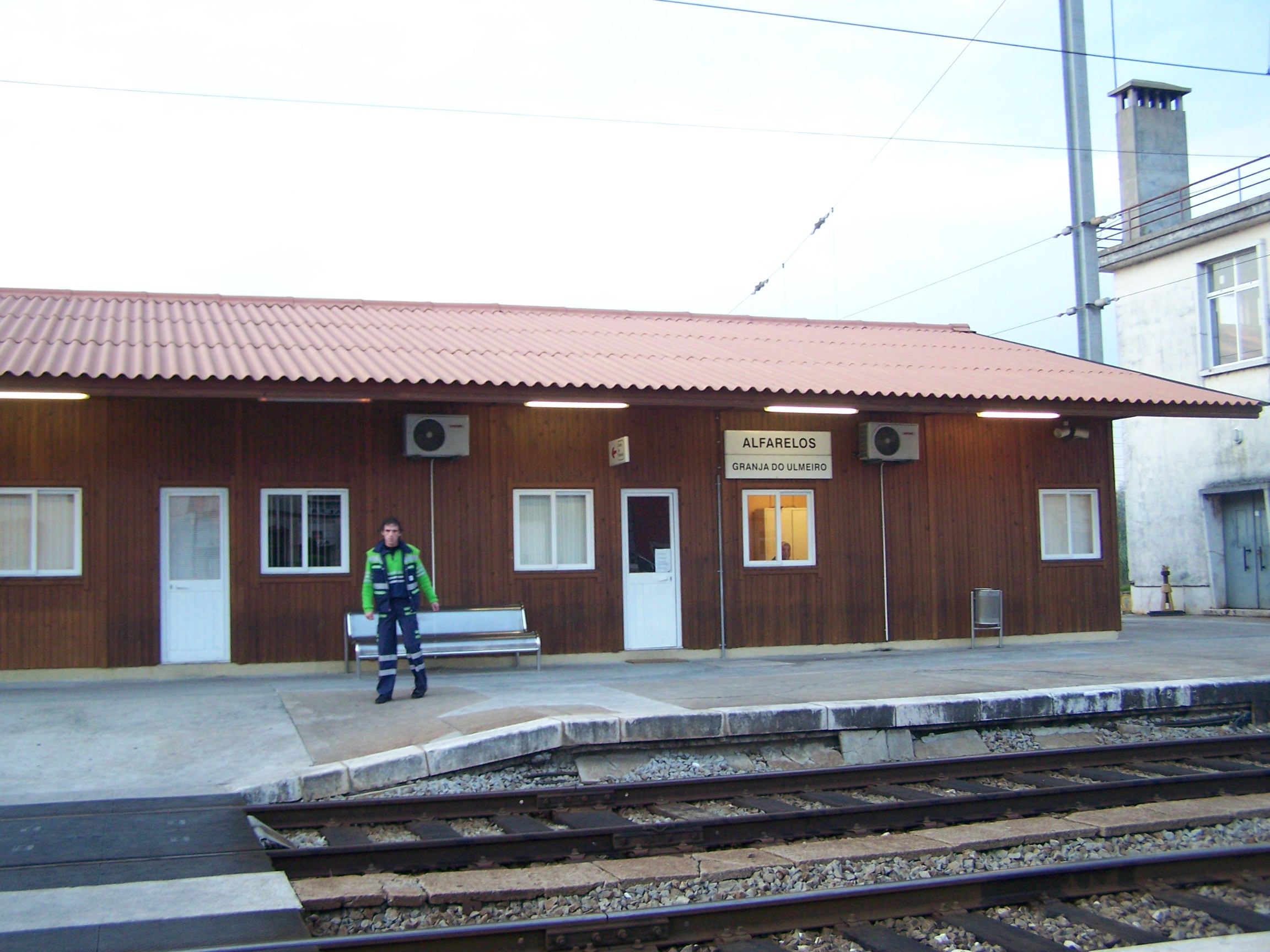
Edificio de pasajeros, en 2006.

En 2001, fue derrumbado el edificio de pasajeros, siendo construido uno temporal en su lugar. Se estima que la construcción del edificio de pasajeros definitivo, prevista en el ámbito de un proyecto de modernización de la línea del Norte de la Red Ferroviaria Nacional, se inicie en el cuarto trimestre de 2010, y que esté terminada a finales de 2012.
En septiembre de 2007, un hombre fue herido en esta estación, al intentar salir de una composición Alfa Pendular en movimiento.
Estaban previstas, en enero de 2011, la realización de obras de conservación de las catenarias, en esta estación, entre el primer y cuarto trimestres de 2012.